# Go (film)
Go (小説?) è un film del 2001 diretto da Isao Yukisada, basato sul romanzo omonimo di Kazuki Kaneshiro.

Il film ha vinto due premi al Festival international du film de Marrakech 2002, l'Étoile d'or (Miglior Film) e il premio Miglior Attore per Yōsuke Kubozuka  .

## Distribuzione
Il film, fino ad oggi rimasto inedito in Italia, è stato distribuito il 20 ottobre 2001 in Giappone ed ha oltrepassato i confini asiatici il 9 gennaio 2003, con la distribuzione nei cinema tedeschi.

## Riconoscimenti
- 2002 - Festival international du film de Marrakech
  - Étoile d'or (Miglior Film)